# Scrapter basutorum
Scrapter basutorum là một loài Hymenoptera trong họ Colletidae. Loài này được Cockerell mô tả khoa học năm 1915.